# Kreisgericht Warburg
Das Kreisgericht Warburg war von 1849 bis 1879 ein preußisches Kreisgericht mit Sitz in Warburg.

## Geschichte
Die „Verordnung über die Aufhebung der Privatgerichtsbarkeit und des eximierten Gerichtsstandes sowie über die anderweitige Organisation der Gerichte“ vom 2. Januar 1849 hob die Patrimonialgerichtsbarkeit auf. Gleichzeitig wurde das Appellationsgericht Paderborn geschaffen, dem Kreisgerichte, darunter das Kreisgericht Warburg zugeordnet waren. Sein Sprengel umfasste den Kreis Warburg und einen Teil des Kreises Büren mit den Städten Borgentreich und Warburg. Der Sprengel umfasste 34.842 Gerichtseingesessene. Schwurgerichtsangelegenheiten wurden beim Kreisgericht Paderborn behandelt. Gerichtskommissionen wurden in Borgentreich und Dringenberg eingerichtet. Gerichtstage wurden in Peckelsheim gehalten. Am Gericht waren ein Direktor und 7 Kreisrichter beschäftigt.
Mit den Reichsjustizgesetzen wurden die Gerichte im Deutschen Reich vereinheitlicht. Das Kreisgericht Warburg wurde 1879 aufgehoben. Neu eingerichtet wurde nun das Amtsgericht Warburg im Bezirk des Landgerichtes Bielefeld.

## Gerichtskommission Borgentreich
An der Gerichtskommission Borgentreich bestand eine Richterstelle. Der Sprengel der Gerichtskommission Borgentreich umfasste die Stadt Borgentreich und aus dem Amt Borgentreich die Gemeinden Natingen, Natzungen, Manrode, Muddenhagen und Bühne.
Die Gerichtskommission Borgentreich wurde 1879 aufgehoben und das Amtsgericht Borgentreich gebildet.

## Gerichtskommission Dringenberg
An der Gerichtskommission Dringenberg bestand eine Richterstelle. Der Sprengel der Gerichtskommission Dringenberg umfasste das Amt Dringenberg und aus dem Amt Gehrden die Gemeinden Gehrden, Siddessen, Frohnhausen, Auenhausen und Hampenhausen.
Die Gerichtskommission Dringenberg wurde 1879 aufgehoben und sein Sprengel dem Amtsgericht Borgentreich zugeordnet.